# Čerokézské vlasové tampony
Čerokézské vlasové tampony (v anglickém originále Cherokee Hair Tampons) je šestý díl čtvrté řady amerického komediálního animovaného televizního seriálu Městečko South Park. 

## Děj
Pan Garrison je odvolán ze školy kvůli policejním záznamům. Školní poradce Mackey mu doporučí, aby napsal romantickou knihu, když ho nic kromě učení a sexu nenaplňuje. Kyleovi selhávají ledviny a musí na operaci, ale jeho matka dává přednost alternativní medicíně. Nakoupí proto potřebné věci v obchodě paní jménem Informace. Stan vidí, že je Kyleovi špatně, a když zjistí, že jediným možným dárcem může být Eric, který chce za svou ledvinu po Kyleovi 10 milionů dolarů, lstí ho s ostatními dovede k operaci. Kyleova matka mezitím zjistí, že paní Informace je lhářka a její dodavatelé, kteří lidem nabízí například čerokézské vlasové tampony, nejsou ve skutečnosti indiáni, ale Mexičané. Rozbouřený dav se proto na paní Informaci vrhne. Eric se zlobí, že ho všichni podvedli, ale Kyle je zachráněn. Do nemocnice je kromě přátel a rodiny přijde navštívit i pan Garrison, který se stal úspěšným spisovatelem po vydání románu pro ženy s názvem Údolí penisů.